# Hôtel de Breteuil
L'hôtel de Breteuil est un hôtel particulier situé dans le 16e arrondissement de Paris (avenue Foch, no 12, et rue Rude, nos 2-4), proche de la place Charles-de-Gaulle.

## Historique
L'hôtel fut construit par l'architecte Ernest Sanson en 1892 pour le marquis de Breteuil, sur un terrain où le peintre italien Giuseppe De Nittis avait eu auparavant son atelier. L'architecte s'est inspiré du pavillon de Hanovre édifié pour le maréchal de Richelieu. Les salles de réception sont ornées de boiseries du début du règne de Louis XV.
Après la mort du marquis de Breteuil en 1916, l'hôtel fut vendu en 1919 à la famille Saint, avant de devenir en 1937 la résidence de la princesse de Faucigny-Lucinge. Durant la Seconde Guerre mondiale, sous l'Occupation, l'hôtel accueille le siège du secrétariat d'État dirigé par Fernand de Brinon. En 1954, l'hôtel fut acquis, ainsi qu'une grande partie de son mobilier, par la république d'Irlande pour y installer son ambassade à Paris.

## Accès
Ce site est desservi par la station de métro Argentine (ligne 1 du métro de Paris).

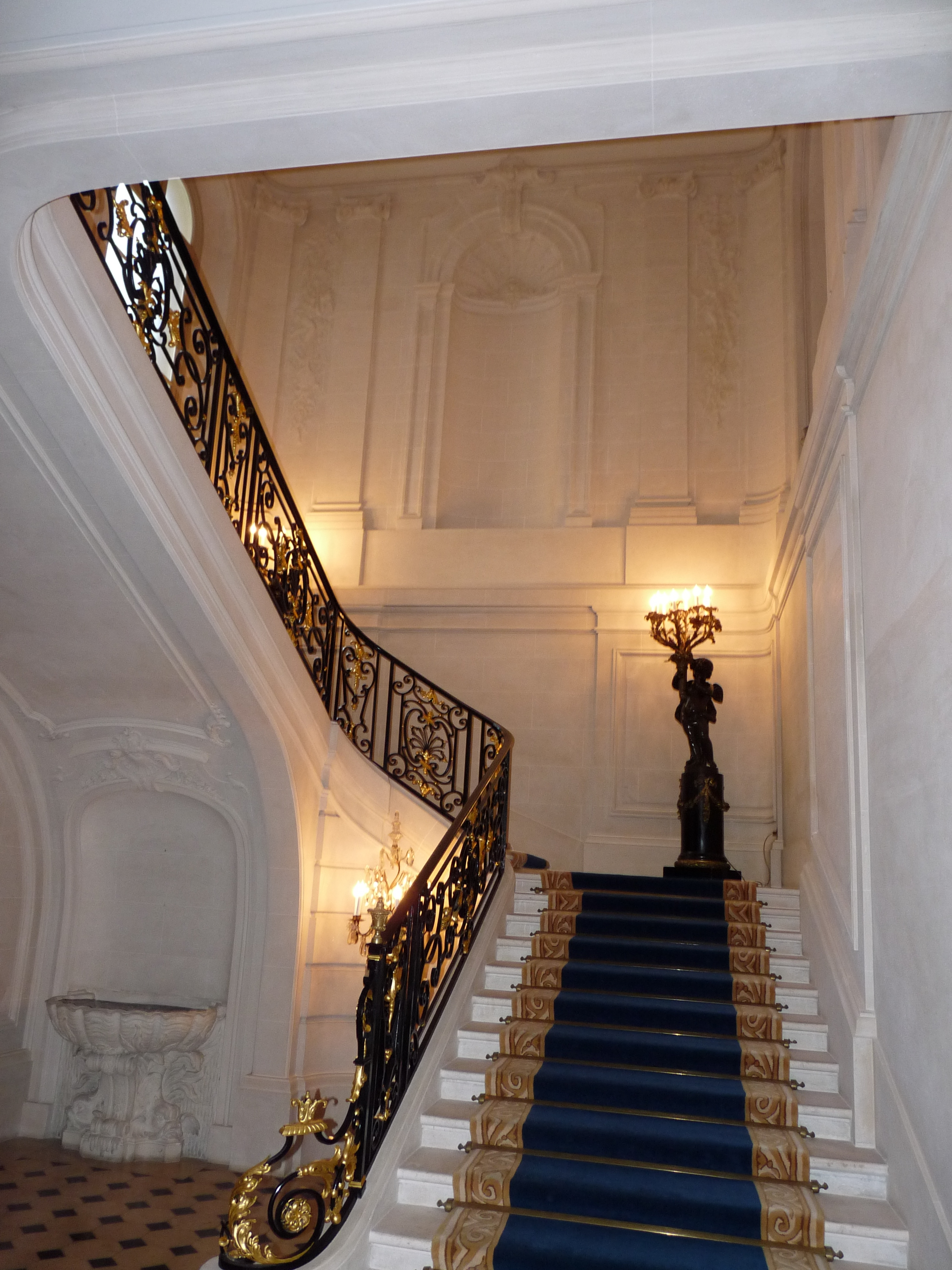
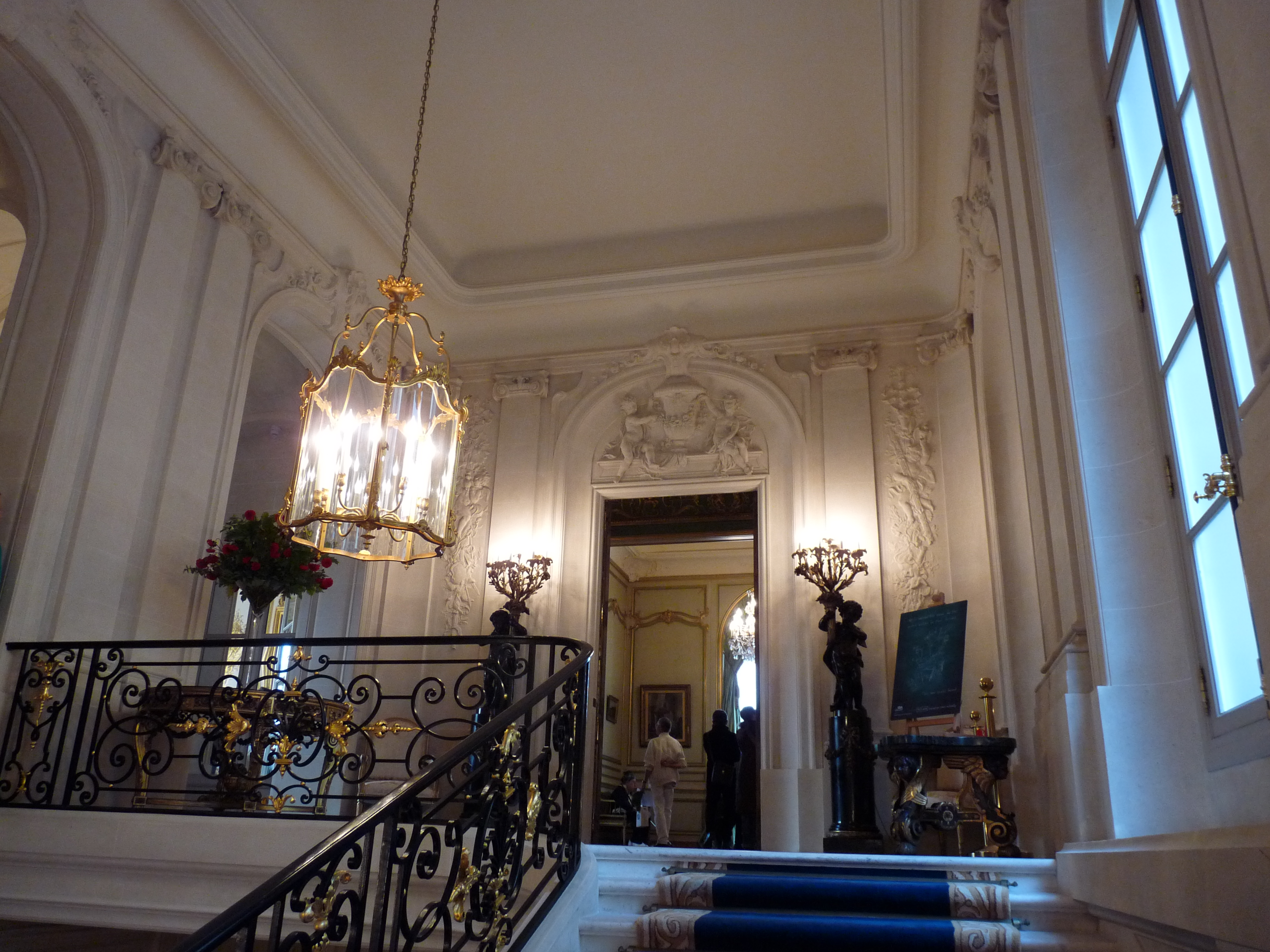
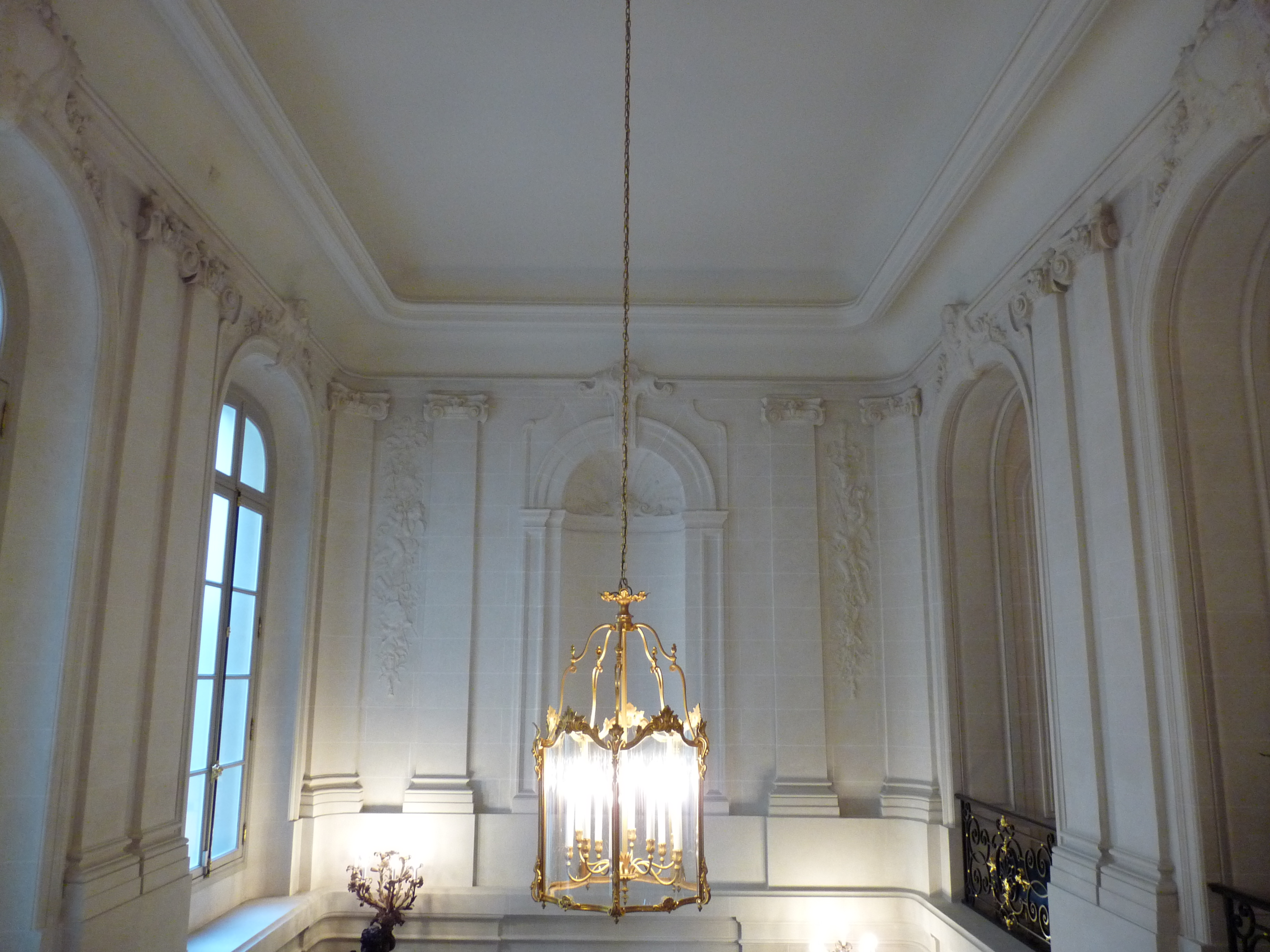
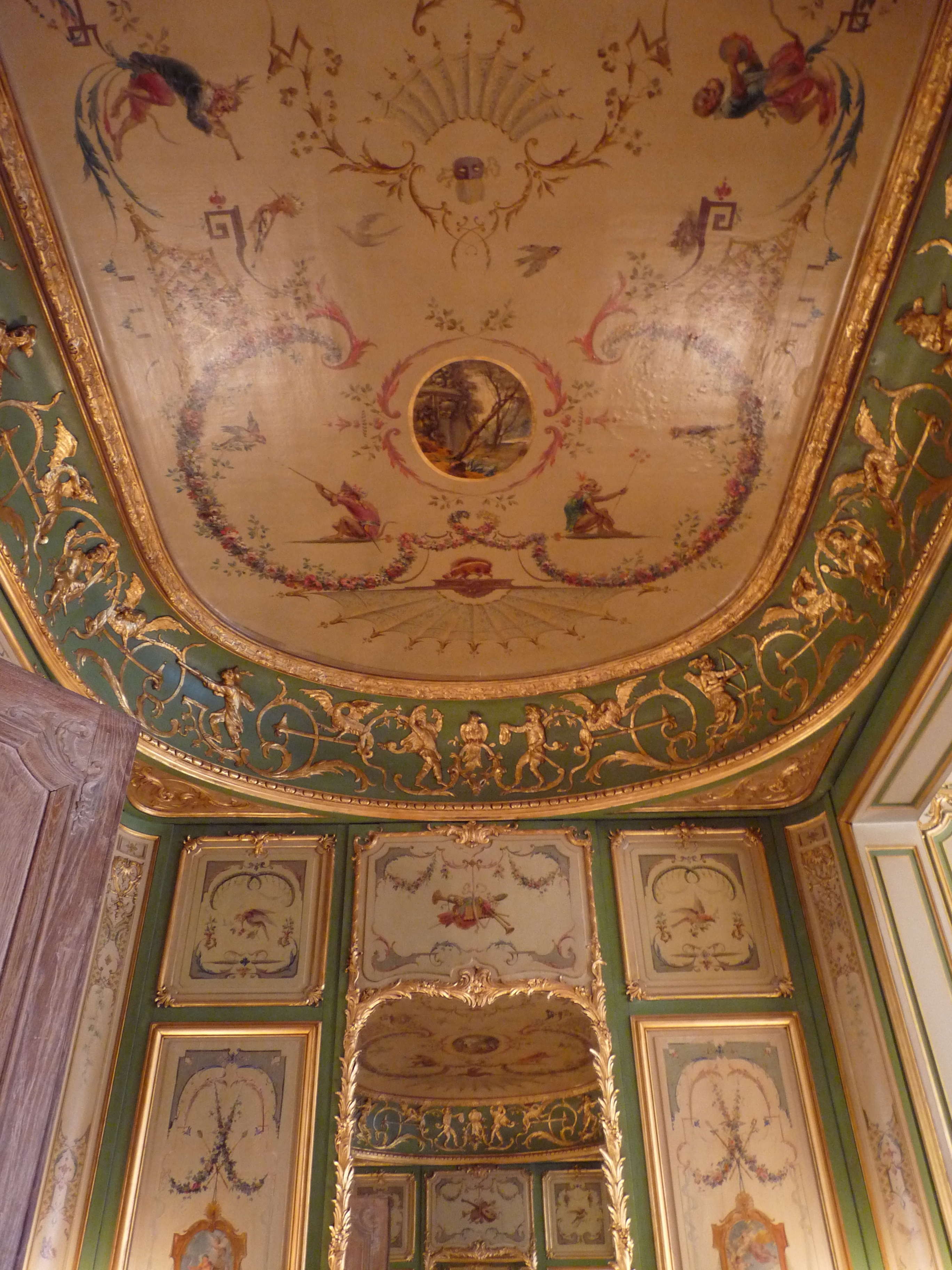
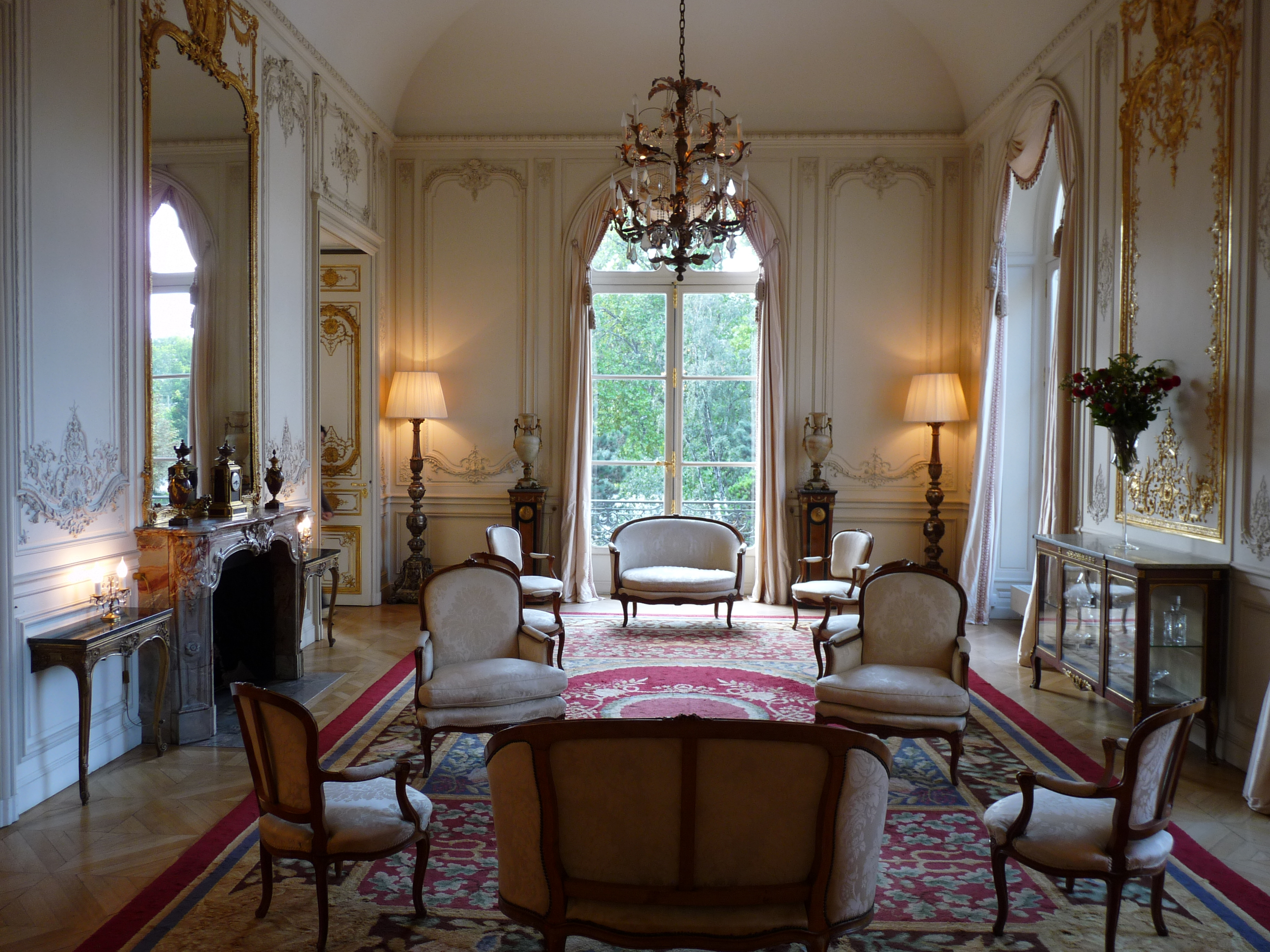
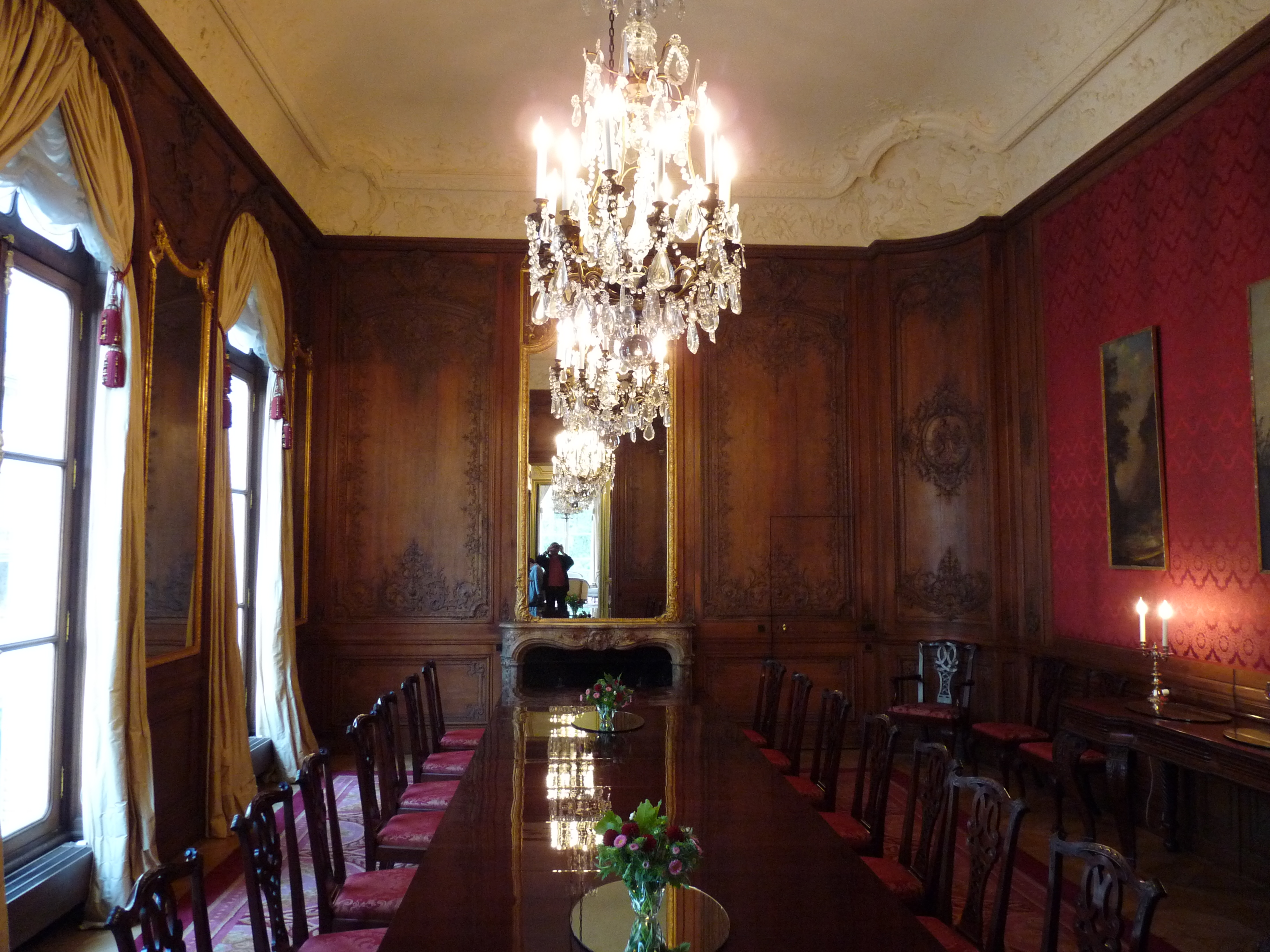
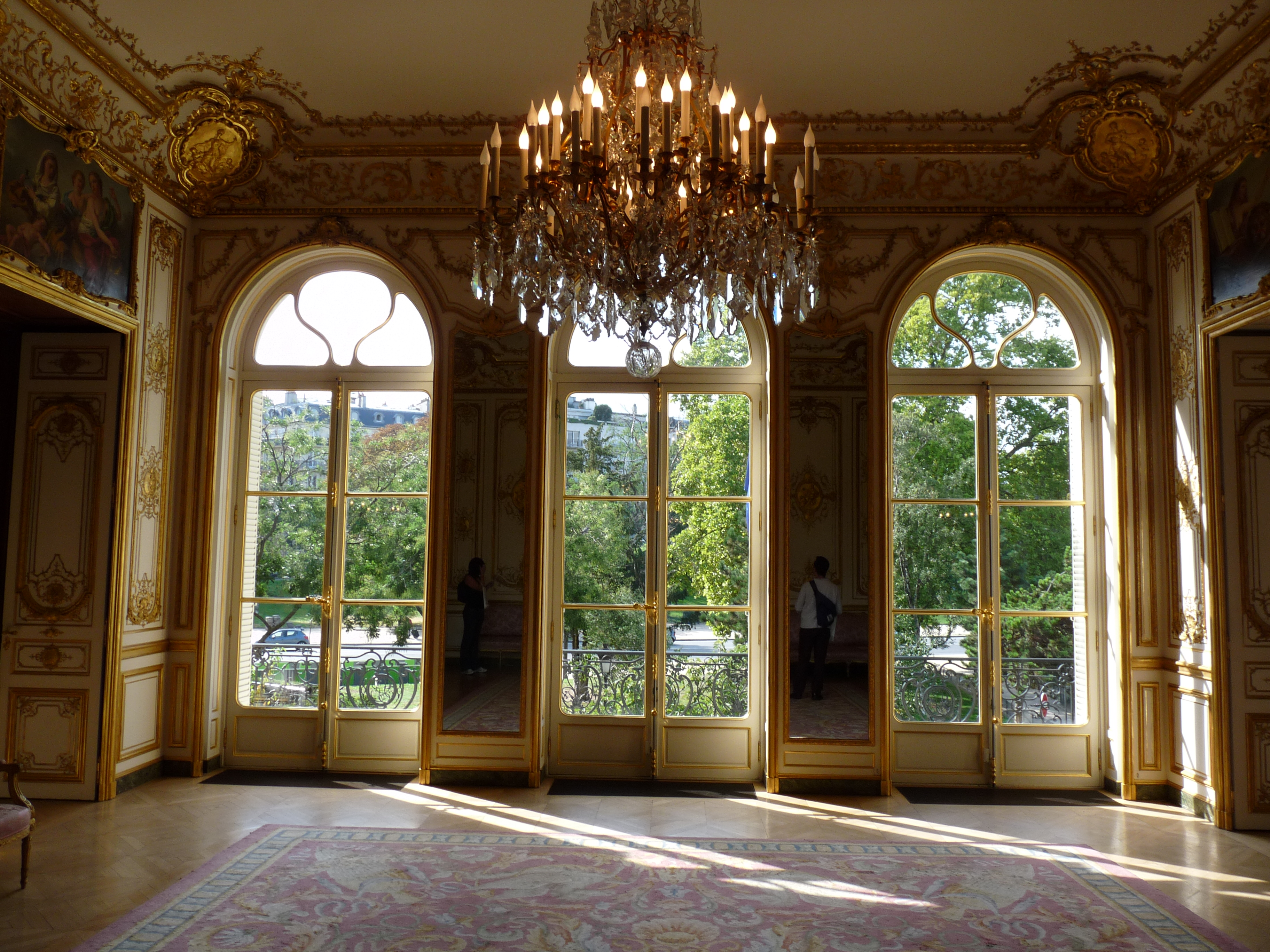
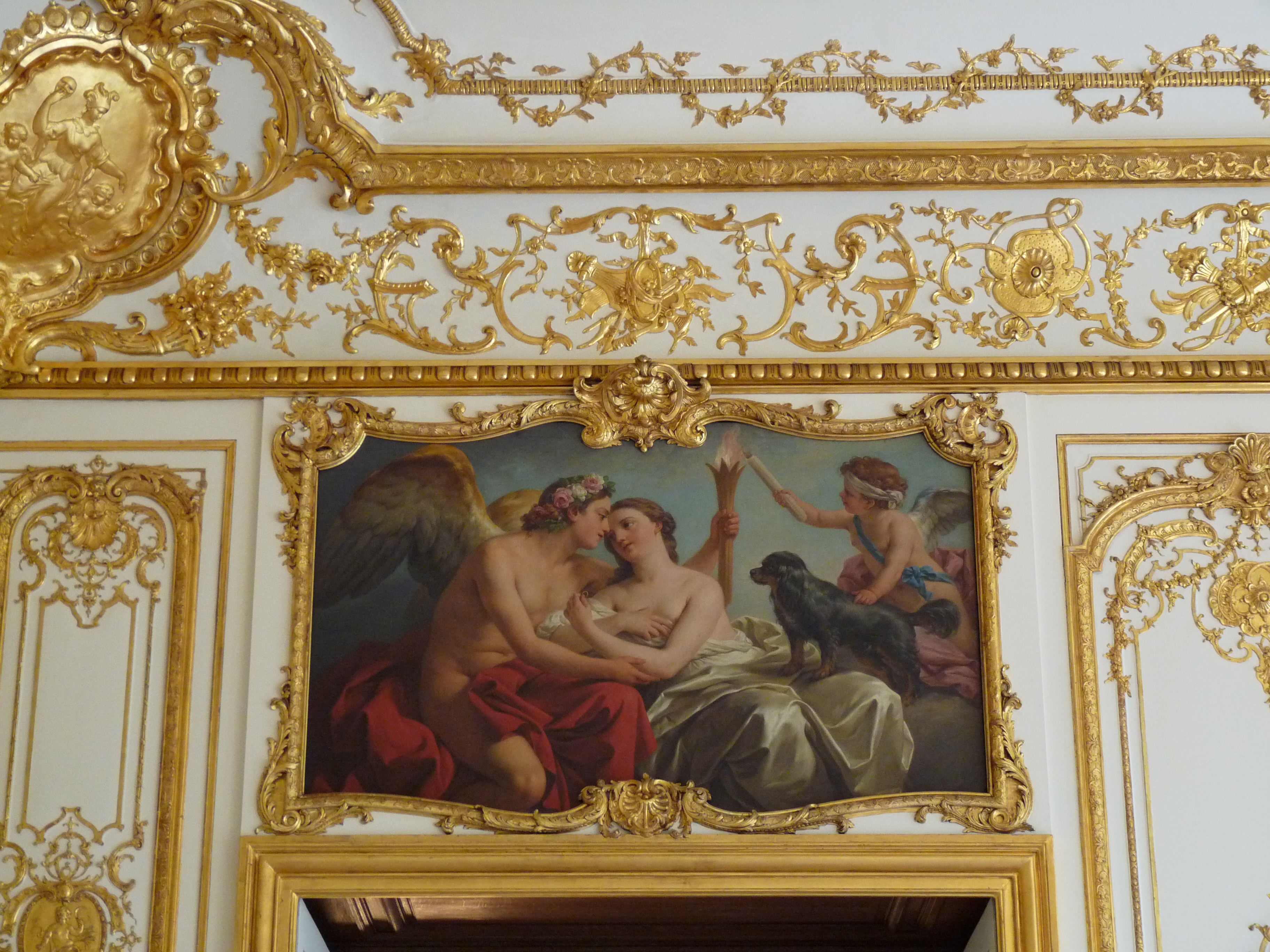